# 荖濃溪
荖濃溪（直译：「兇猛不定的河水」）位於台灣南部，為高屏溪的主流上游，河長133公里，流域面積2,038平方公里，分佈於南投縣南端一小部分、高雄市東部、屏東縣北部及臺東縣西端一小部分。

## 地理
荖濃溪源流區位於南投縣信義鄉南端，源頭位於玉山山頂東北坡、玉山東峰北坡，日治時稱為「長命水」，先向東北流，至八通關轉東南，匯集分別源自秀姑巒山西南坡及大水窟山南坡的支流後，轉向南南西進入高雄市境，流經梅山、桃源、寶來、六龜，轉向南流至大津，納東側流入之濁口溪後，轉向西南流至里港，納東南方流入之隘寮溪，續流至嶺口與來自北方之旗山溪（楠梓仙溪）合流後，改稱高屏溪。
荖濃溪的上游，自八通關以下，即沿著匹亞南構造線轉往南發展，與八通關東北側濁水溪水系支流郡大溪，為西側玉山山脈與東側中央山脈關山山塊的分界線。:112-124,197,208,226-229
在荖濃溪源流區北邊，由南向北流的濁水溪支流陳有蘭溪源頭正在進行劇烈的向源侵蝕，在玉山北峰往東連接八通關的稜線北側形成金門峒斷崖，目前已開始越過舊山稜線，未來極有可能會到達荖濃溪源流河道。由於陳有蘭溪為低位河，將會對高位河的荖濃溪造成河川襲奪作用。若無其他因素影響，屆時發源自玉山山頂東北坡、玉山東峰北坡的現有荖濃溪源流將會向北改注入陳有蘭溪；而發源自秀姑巒山西南坡的支流則會變成荖濃溪的新源頭，也是高屏溪水系的新源頭。由於越過山稜線後，因岩塊崩塌等因素減弱，理論上向源侵蝕的速度會比現有每年約5.7公尺來得慢。被襲奪點以上的流域面積約5平方公里，僅佔全流域面責2,038平方公里的一小部分，對於荖濃溪流量及南部地區用水影響甚微。

## 主要支流
- 荖濃溪：高雄市、屏東縣、臺東縣、南投縣 
  - 隘寮溪：屏東縣、臺東縣
    - 口社溪：屏東縣高樹鄉、三地門鄉

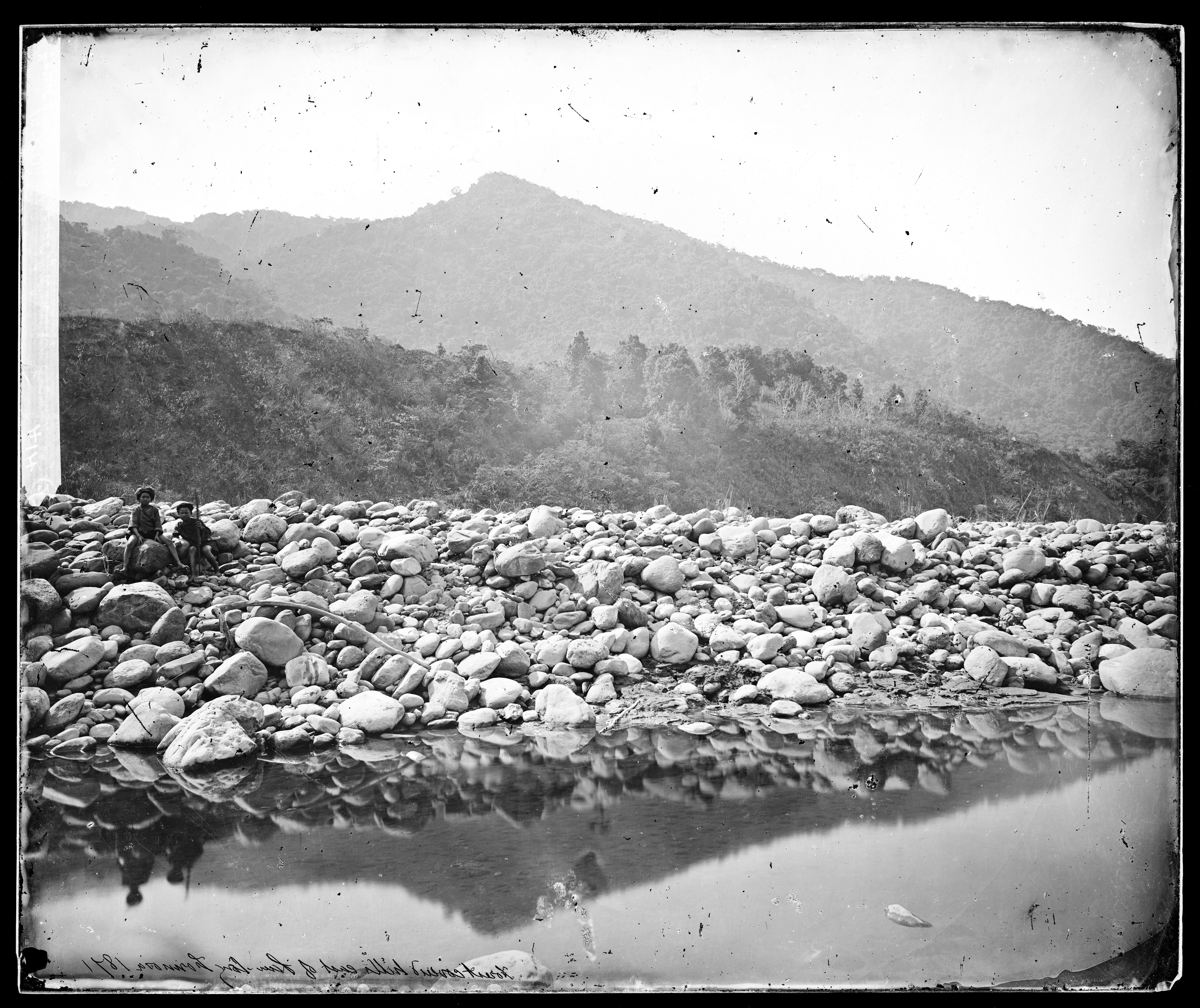
1871年（同治十年）的荖濃溪河岸。

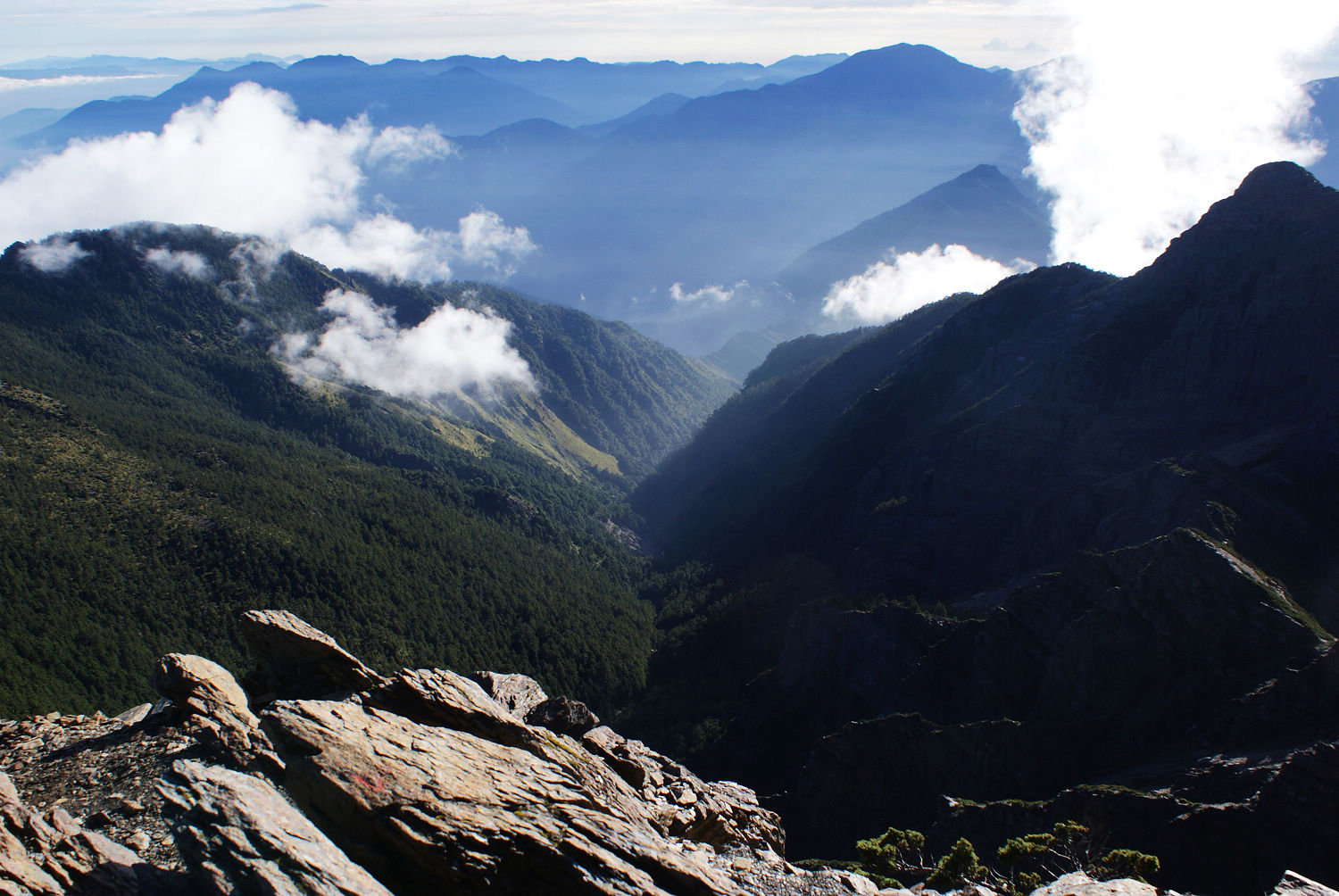
由玉山山頂往東北俯瞰荖濃溪源峽谷，位於玉山東峰與玉山北峰稜線所夾的溪谷內。右側山體為玉山東峰，左側山體為玉山北峰東伸的稜線，該稜線背面即為金門峒斷崖，也就是陳有蘭溪即將襲奪之地點。

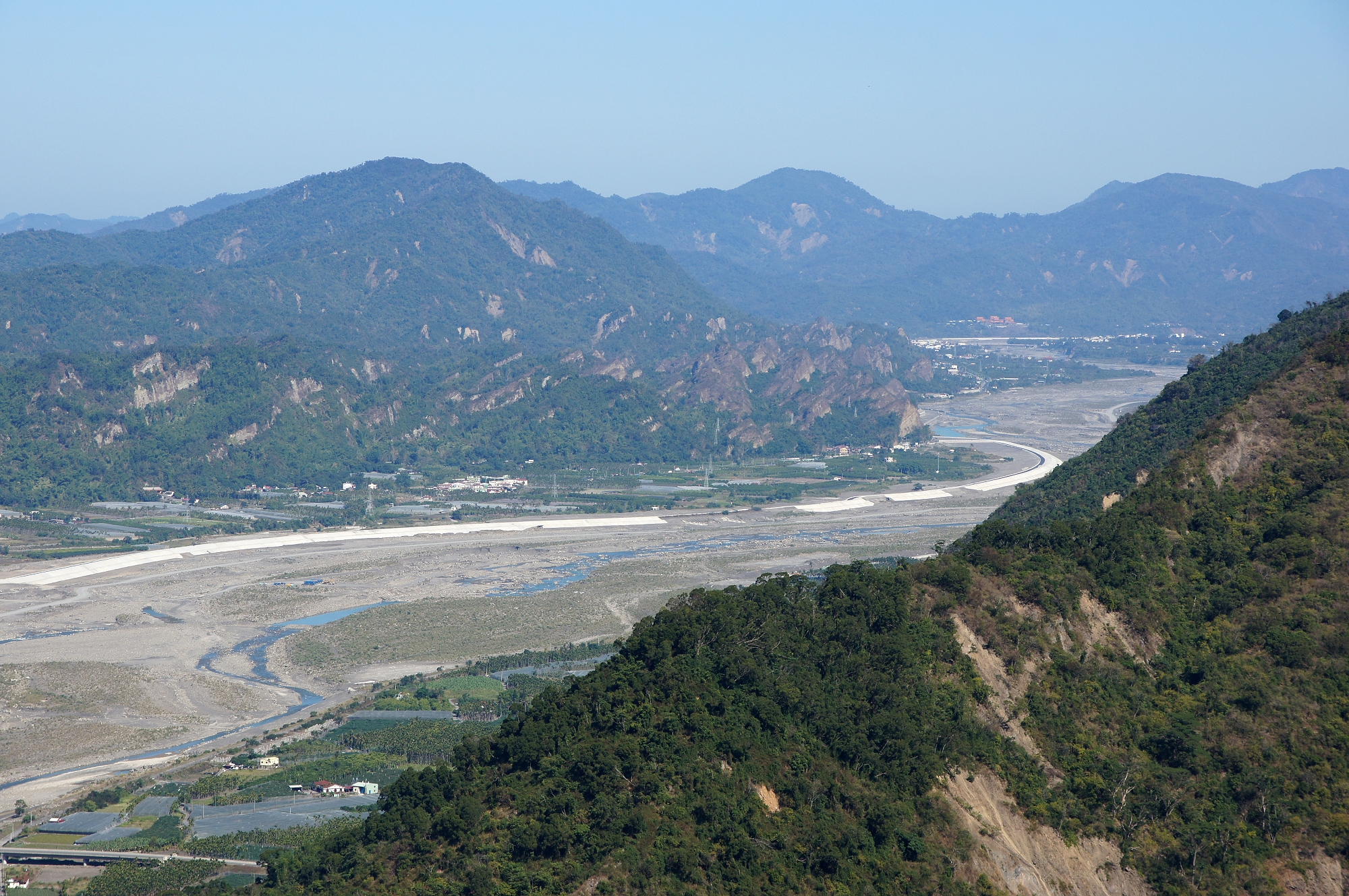
荖濃溪六龜河段。

    - 隘寮南溪：屏東縣三地門鄉、瑪家鄉、泰武鄉、霧台鄉
    - 隘寮北溪：屏東縣三地門鄉、霧台鄉
      - 哈尤溪：屏東縣霧台鄉、台東縣卑南鄉
      - 額落烏溪：屏東縣霧台鄉

  - 西勢坑溪：高雄市六龜區
  - 濁口溪：屏東縣高樹鄉、三地門鄉、高雄市六龜區、茂林區、桃源區
    - 溫泉溪：高雄市茂林區

  - 三合溪：高雄市六龜區、茂林區、桃源區
  - 邦腹溪：高雄市六龜區、桃源區
  - 竹腳溪：高雄市六龜區
  - 直瀨溪：高雄市六龜區
  - 不老溪：高雄市六龜區
  - 打鐵坑溪：高雄市六龜區
  - 寶來溪：高雄市六龜區、桃源區
  - 綠茂溪：高雄市桃源區
  - 埔頭溪：高雄市桃源區
  - 塔羅留溪：高雄市桃源區
  - 桃源溪：高雄市桃源區
  - 東莊溪：高雄市桃源區
  - 美秀溪：高雄市桃源區
  - 布唐布那斯溪：高雄市桃源區
  - 清水溪：高雄市桃源區
  - 拉克斯溪：高雄市桃源區
  - 塔古夫庫拉溪：高雄市桃源區
  - 唯金溪：高雄市桃源區
  - 霍俄索溪 (霍俄東溪)：高雄市桃源區
  - 帕帕西溪：高雄市桃源區
  - 拉巴薩巴溪：高雄市桃源區
    - 薩夫薩夫魯夫溪：高雄市桃源區

  - 拉庫音溪：高雄市桃源區

## 景觀
荖濃溪流域深入玉山山脈與中央山脈，為南部地區通往台東的重要孔道，南部橫貫公路 (省道台20線) 有一段即沿荖濃溪谷興建。梅山以北地區屬於玉山國家公園的範圍，於入口處設有梅山遊客中心。桃源、六龜一帶溪谷及茂林、瑪家、霧台一帶山區則為茂林國家風景區的範圍，其中六龜一帶溪谷的奇峰與峽谷有「六龜耶馬溪」美名。另外尚有藤枝國家森林遊樂區、扇平森林生態科學園區、寶來溫泉、不老溫泉、多納溫泉等景點。

## 地質景觀
- 龜王岩
- 枕狀熔岩
- 火炎山地形
- 土石流沖積扇
- 河階台地
- 堰塞湖
- 成育曲流

## 水利設施

### 發電
高屏發電廠(六龜電廠及竹門電廠合稱)，為荖濃溪的水力能提供高屏發電廠(六龜電廠及竹門電廠合稱)發電之用。

### 曾文水庫越域引水工程
計畫於荖濃溪勤和段興築攔河堰，開鑿東引水隧道(長9630公尺)穿過中央山脈，到旗山溪（楠梓仙溪）的南沙魯段興建跨河水橋，再以西引水隧道(長4335公尺)穿過阿里山脈，至曾文溪支流草蘭溪送水進入曾文水庫，於豐水時期引餘水至曾文水庫備用，企盼能紓解南部地區乾旱缺水問題。工程於2003年核定，2005年動工，預定2021年完工，總工程預算達212億元。計畫自始就有環保上爭議，越域引水隧道工程造成荖濃溪斷層裂縫，地下水源外溢及水位降低，高雄市桃源區少年溪和少年溪溫泉，於2007年10月相繼乾涸、枯竭。2009年8月21日，因莫拉克風災土石流造成本計畫荖濃溪攔河堰工程人員14人失蹤，勤和段東引水隧道洞口和距離四百公尺遠的攔河堰皆被埋於砂石堆中，行政院於同年9月28日核定「維持停工狀態」。
防止海水入侵，荖濃溪除了供應一般用水外，也大量補注中、下游的地下水，使得高屏溪流域成為全國地下水蘊藏最為豐富的區域；荖濃溪挾帶的砂石，陸續在中、下游平緩地帶沉澱，間接減緩了河床的切割與海岸線退縮，並能防止海水入侵，保護沿海土地免於下陷及土壤鹹化的危機。

## 延伸閱覽
- . 水利署第七河川局·規劃課. 關於七河局·局務介紹·水系介紹. 2021-04-13  [2022-08-24]. （原始内容存档于2022-07-12）.
- 【川流台灣】高屏溪 重生的工業大河 （页面存档备份，存于）（繁體中文）

## 外部連結
- 【台灣，你好！】沙發環島空拍鷹眼系列 - 2015/7/27 高雄荖濃 卷一 （页面存档备份，存于）